# فین‌کردن

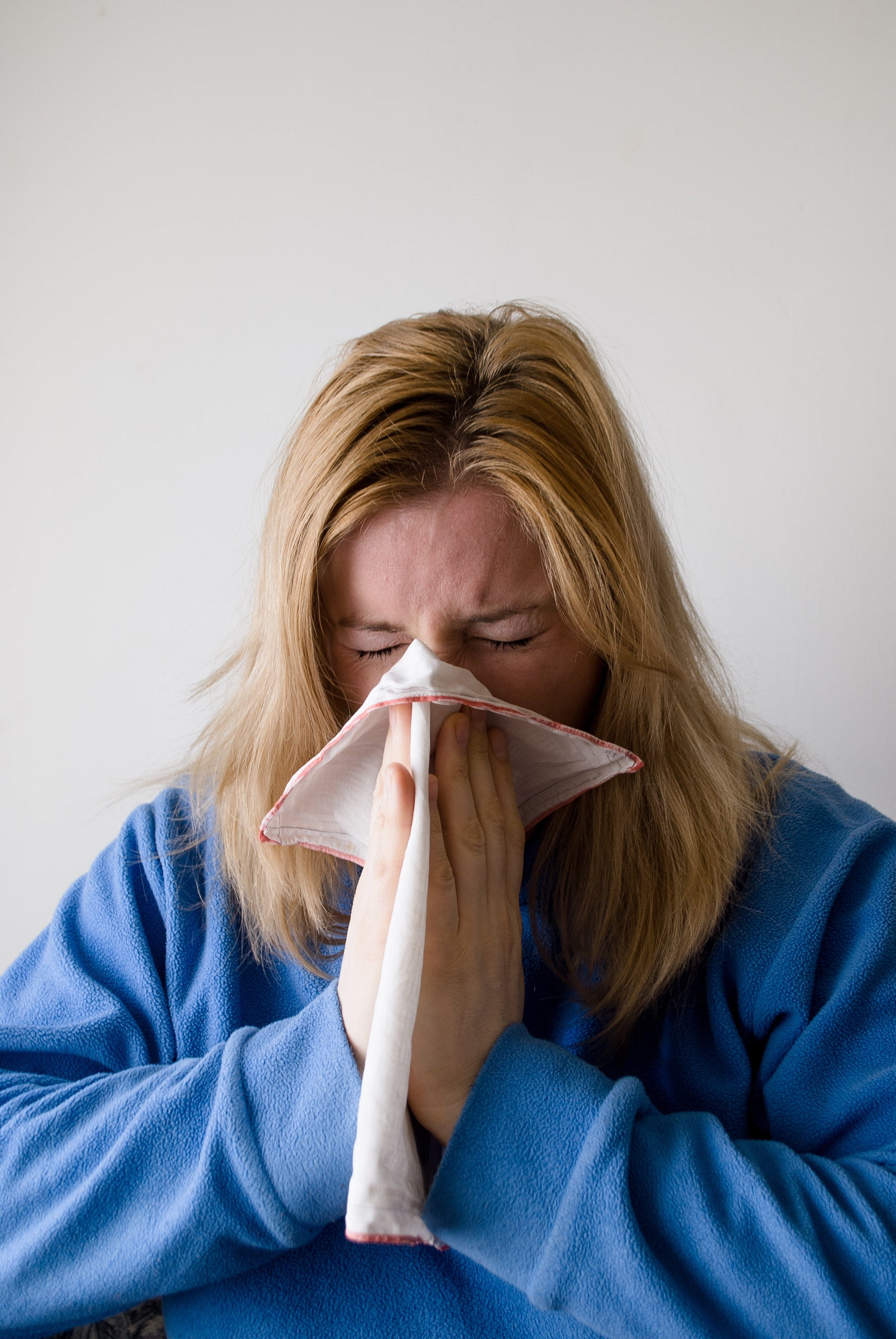
یک زن درحال فین‌کردن در یک دستمال جیبی

فین‌کردن عبارت است از عمل بیرون‌راندن مخاط بینی با بازدم شدید که معمولاً در یک دستمال یا دستمال کاغذی صورت می‌گیرد. در برخی فرهنگ‌ها، فین‌کردن در جمع می‌تواند بی‌ادبی تلقی شود. فین‌کردن می‌تواند موقتاً گرفتگی بینی یا آبریزش بینی را متوقف کند.